# Stella Azzurra Roma
L'Associazione Sportiva Stella Azzurra Roma è un club cestistico italiano di Roma.
Fondata nel 1938 presso il Collegio San Giuseppe - Istituto De Merode, ebbe il suo momento migliore a cavallo tra la metà degli anni sessanta e la fine dei settanta del XX secolo quando militò quasi costantemente in massima divisione riuscendo in due occasioni, nel 1975 e nel 1977, a qualificarsi per la Coppa Korać.
Dalla stagione 2023-24 non disputa campionati seniores avendo ceduto il proprio titolo sportivo di serie A2 al Trapani Shark.

## Storia
La società fu fondata nel 1938 presso il centenario Collegio San Giuseppe - Istituto De Merode di Piazza di Spagna a Roma, ma fu solo nell'immediato dopoguerra che, su iniziativa di Mario Grottanelli, presbitero e istruttore, la squadra ebbe uno statuto e una struttura; nel 1948 si affiliò alla Federazione Italiana Pallacanestro e già nel 1951-52 fu in serie C per un solo anno, in quanto guadagnò la promozione in serie B; nel 1954, con il secondo posto assoluto in seconda divisione, lo Stella Azzurra giunse alla massima serie dopo appena sei anni di attività agonistica ufficiale.
La squadra, che dopo i Giochi olimpici di Roma del 1960 iniziò a disputare i suoi incontri al Palazzetto dello Sport di viale Tiziano, diede vita durante gli anni sessanta ad accesi derby con la Lazio; ben presto, vista la notevole affluenza di pubblico, gli incontri stracittadini furono sovente dirottati al più capiente Palazzo dello Sport all'EUR.

La Stella Azzurra 1956-57

A causa dell'accelerazione federale sul professionismo e l'apertura agli stranieri, la serie A conobbe una lievitazione di costi di cui Roma, che nel 1966 vantava tre squadre in prima divisione, fu la vittima più illustre: tra il 1966 e il 1970 la Stella Azzurra conobbe tre stagioni di serie B, mentre la Lazio finì addirittura in serie C; la Stella Azzurra tornò in A nel 1972 e, di nuovo, nel 1974, anno che vide, sotto la presidenza del giovane imprenditore ed ex giocatore Luciano Acciari, l'avvento sulla panchina di un trentenne Valerio Bianchini: questi, costruendo una squadra che si basava su giocatori che in seguito avrebbero rappresentato l'Italia, guidò la squadra al suo primo appuntamento internazionale, la Coppa Korać 1974-75, ai quarti di finale della quale giunse.
Il culmine dell'epopea sportiva dello Stella Azzurra si ebbe tra il 1976 e il 1977: dapprima la squadra giunse quarta assoluta in campionato dietro Virtus Bologna, Pall. Varese e Pall. Cantù, che all'epoca costituivano la nobiltà della pallacanestro nazionale ed europeo, e, nella stagione successiva, l'arrivo alla semifinale di Coppa Korać 1976-77 dopo avere eliminato Aris Salonicco, Caen e Hapoel Ramat Gan.
In semifinale fu la Jugoplastika di Spalato a battere lo Stella Azzurra nel doppio confronto (perso 71-96 in Jugoslavia e vinto 87-76 a Roma).
Della formazione che affrontò le semifinali facevano parte nomi quali Enrico Gilardi, Fabio Fossati e gli statunitensi Dave Sorenson e Len Kosmalski.

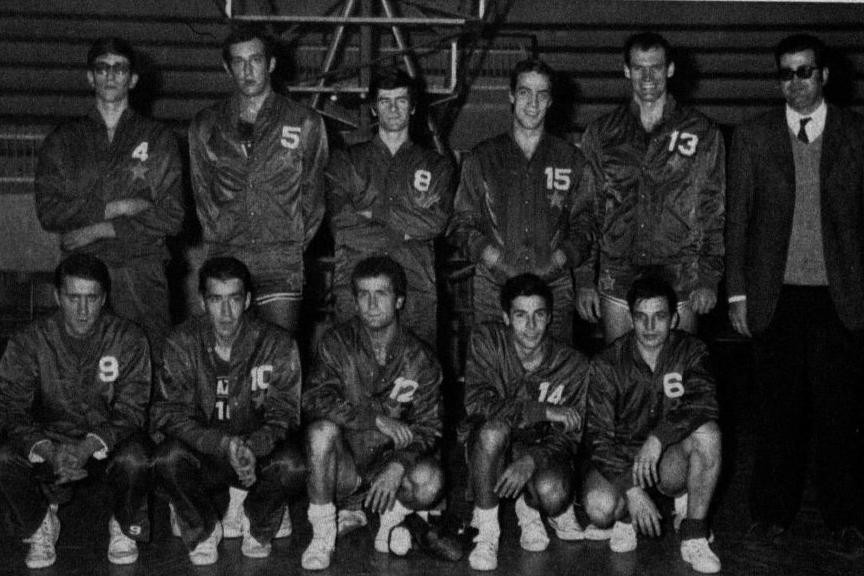
La Stella Azzurra 1974-75 guidata da Valerio Bianchini

Con il trasferimento di Bianchini a Pall. Cantù nel 1979 terminò il periodo più fruttuoso della società; la squadra retrocedette in A2 nel 1980 e, due anni più tardi, scese in serie B, lasciando il testimone cittadino alla Virtus Roma; da allora la Stella Azzurra non tornò più in prima divisione anche se nel corso degli anni è stata laboratorio di giovani giocatori che attraverso di essa sono passati alle serie superiore.
In anni più recenti il prodotto più noto del vivaio è il romano Andrea Bargnani, dal 2016 ala grande del Saski Baskonia, che prima di essere prima scelta dei Toronto Raptors al draft del 2006 militò nella Stella Azzurra tra il 2002 e il 2003.
Dopo l'acquisizione, avvenuta il 2 luglio 2020, del titolo sportivo del Roseto Sharks, la Stella Azzurra ne prese il posto in serie A2 dalla stagione 2020-21; nonostante un'ennesima retrocessione in serie B al termine della stagione 2021-22, il club è rimasto in A2 per la stagione successiva grazie all'acquisto del titolo sportivo del Pall. Biella, costretto ad alienare la prima squadra per debiti con il fisco.
Tuttavia, al termine della stagione di A2 2022-23, dopo una combattuta salvezza, il club ha ceduto il proprio titolo sportivo alla neoistituita Trapani Shark, così rinunciando al campionato.

## Cronistoria
| Cronistoria della Stella Azzurra Roma |
| --- |
| - 1938 · Nascita dell’AS Stella Azzurra - 1948-49 · serie D - 1949-50 · serie D - 1950-51 · serie D - 1951-52 · Girone O serie C - 1952-53 · 1º girone N serie C 1º girone C poule promozione promozione in serie B - 1953-54 · 1º girone D serie B 2º girone promozione promozione in serie A - 1954-55 · 8ª serie A - 1955-56 · 9ª Elette - 1956-57 · 4ª Elette - 1957-58 · 8ª Elette - 1958-59 · 7ª Elette - 1959-60 · 5ª Elette - 1960-61 · 8ª Elette - 1961-62 · 10ª Elette - 1962-63 · 7ª Elette - 1963-64 · 7ª Elette - 1964-65 · 5ª Elette - 1965-66 · 12ª serie A retrocessione in serie B - 1966-67 · 2º girone B serie B - 1967-68 · 1º girone B serie B promozione in serie A - 1968-69 · 12ª serie A retrocessione in serie B Sconfitta ottavi finale Coppa Italia - 1969-70 · 2º girone B serie B Sconfitta quarto turno Coppa Italia - 1970-71 · 1º girone B serie B promozione in serie A Sconfitta quarto turno Coppa Italia - 1971-72 · 12ª serie A retrocessione in serie B Sconfitta quarti di finale Coppa Italia - 1972-73 · 3º girone B serie B Quarti di finale di Coppa Italia - 1973-74 · 1º girone C serie B 1º girone finale promozione in serie A1 Quarti di finale di Coppa Italia - 1974-75 · 12ª serie A1 2º girone B classificazione Sconfitta quarti di finale Coppa Korać - 1975-76 · 4ª serie A1 4ª poule scudetto - 1976-77 · 8ª serie A1 2ª poule classificazione B Sconfitta semifinale Coppa Korać - 1977-78 · 5ª serie A1 3ª poule scudetto A - 1978-79 · 4ª serie A1 Sconfitta quarti di finale play-off scudetto - 1979-80 · 12ª serie A1 retrocessione serie A2 - 1980-81 · 8ª serie A2 - 1981-82 · 13ª serie A2 retrocessione serie B Ritiro dal campionato - 1991-92 · 11ª serie B d'Eccellenza - 1992-93 · 12ª serie B d'Eccellenza - 1993-94 · 13ª serie B d'Eccellenza Ritiro dal campionato - 2010-11 · Serie B Dilettanti Sconfitta quarti di finale Coppa Italia Dilettanti - 2011-12 · 11º girone C Divisione Nazionale B - 2012-13 · 14º girone C Divisione Nazionale B - 2013-14 · 12º girone C Divisione Nazionale B - 2014-15 · 11º girone D serie B - 2015-16 · 11º girone D serie B - 2016-17 · 14º girone D serie B - 2017-18 · 6º girone D serie B Sconfitta semifinale play-off promozione - 2018-19 · 8º girone D serie B Sconfitta quarti di finale play-off promozione - 2019-20 · girone D serie B Acquisizione titolo sportivo del Roseto Assegnazione alla serie A2 - 2020-21 · 13º girone rosso serie A2 - 2021-22 · 13º girone rosso serie A2 retrocessione in serie B Acquisizione titolo sportivo del Pall. Biella Assegnazione alla serie A2 - 2022-23 · 18º girone verde serie A2 cessione del titolo sportivo al Trapani |

## Impianto di gioco
Dalla stagione 2022-23 l'impianto interno è il Palazzo dello Sport di Guidonia Montecelio, comune della cinta metropolitana di Roma che sorge tra via Nomentana e via Tiburtina; in precedenza l'impianto interno fu il PalaCoccia di Veroli, comune in provincia di Frosinone, utilizzato ancora a stagione 2022-23 iniziata.
Prima di essere promossa in A2 la prima squadra giocava all'"Altero Felici", arena coperta in via Flaminia nella zona dei Due Ponti; capace di 800 posti, l'arena ha tre campi in parquet.
Tale campo aveva anche ospitato esibizioni e amichevoli dei cestisti della NCAA nel corso dei loro tour di propaganda.

## Settore femminile
La società ha una sezione femminile che schiera formazioni juniores dalla Under-13 alla Under-19, tutte che competono nei campionati regionali di categoria.